# Publio Terencio Varrón Atacino
Publio Terencio Varrón Atacino  (82-35 a. C.) fue un poeta y traductor latino del siglo I a. C. originario de la Galia Narbonense, del que se tienen pocas noticias.

## Nacimiento y educación
Varrón Atacino nació en la Galia Narbonense, en las proximidades del río Atax, actual Aude, en el año 82 a. C. según indica Jerónimo. Su sobrenombre Atacino deriva del nombre del río. A la edad de treinta y cinco años inició el estudio de la literatura griega. Fue uno de los más célebres poetas de su tiempo.

## Obras
De su trabajo solo se han conservado fragmentos insignificantes. Y además es un problema, y no pequeño, la homonimia que existe entre su nombre y el del erudito anticuario Marco Terencio Varrón (116 - 27 a. C.), su viejo contemporáneo, que provocó y provoca tal vez que algunas obras asignadas a Atacino pudieran ser de aquel y viceversa. Empezó con dos obras con marcada influencia de Ennio (Bellum Sequanicum, poema sobre la campaña de Julio César contra Ariovisto el 58 a. C., Saturae -tal vez obra del anticuario, quien era autor de unas Sátiras menipeas-) que pasaron desapercibidos. Pero al aprender bien el griego pasó a formar parte del círculo de los neoteroi, poetae novi o poetas neotéricos, imitando esta vez a los modelos poéticos del Helenismo. En esta etapa redactó obras inspiradas en autores griegos (Chorographia un poema didáctico consagrado a la disciplina geográfica, imitado de Eratóstenes o Alejandro de Éfeso, y Epimenis y Elegiae, poemas amorosos dedicadas a su enamorada Leucadia) y una versión del poema de Apolonio Rodio o de Rodas sobre los argonautas (Argonautae) que fue bien recibida y muy citada e inspiró un poema similar de Valerio Flaco. Escribió también unos extensos Libri navales sobre la guerra en el mar, y Europa, y se le atribuye una traducción de los Fenómenos, el popular poema astronómico de Arato, bajo el título de Efemérides.